# Demetilacija
Demetilacija je hemijski proces kojim se uklanja metil grupa (CH3) iz molekula. Uobičajen način demetilacije je zamena metil grupe atomom vodonika, što dovodi gubitka jednog ugljenika i dva vodonika.

## Biohemija
U biohemijskim sistemima, demetilacija je proces koji je često katalisan enzimima kao što su članovi familije citohroma P450 (CYP) u jetri i gljivične aromatične peroksigenaze, npr. Agrocybe aegerita peroksigenaza.

## Literatura
- Roland Sigel; Sigel, Astrid; Sigel, Helmut (2007). The Ubiquitous Roles of Cytochrome P450 Proteins: Metal Ions in Life Sciences. New York: Wiley. ISBN 978-0-470-01672-5.